# Antica Giostra del Pitu
L'Antica Giostra del Pitu è una manifestazione storica che ha luogo a Tonco, provincia di Asti, ogni anno, la terza domenica di marzo. Dopo cinque anni di sospensione, la manifestazione si è svolta nel 2015 domenica 12 aprile.

## Storia

### Origini
La Giostra del Pitu trae origine dalle antiche usanze contadine di scacciare il male e propiziarsi il favore divino per ottenere un raccolto abbondante. In occasione della festa, il popolo scaricava tutte le responsabilità dei mali che lo affliggevano sul Pitu, ossia il tacchino, in cui veniva tacitamente identificato il feudatario locale. Costui era perfettamente consapevole di tale identificazione, che accettava di buon grado, purché non si oltrepassassero i limiti. Ovviamente è una storia del tutto inventata, considerando che il tacchino è stato portato in Europa dall'America nel XVI secolo; quindi dopo la fine del Medioevo, che coincide con il 1492, l'anno della cosiddetta "scoperta dell'America". Infatti la più antica rappresentazione di un tacchino in pittura in Europa si trova nella "Stanza degli Uccelli" di Villa Medici a Roma, affrescata da Jacopo Zucchi nel 1576-1580.

### Oggi
La manifestazione vera e propria è preceduta da un corteo storico di nobili in visita a Gerardo da Tonco, personaggio storico locale fondatore dell'Ordine di San Giovanni in Gerusalemme, conosciuto in seguito come Sovrano Ordine Militare di Malta. Dietro al seguito di Gerardo è posto il carro con a bordo il tacchino, vivo, protagonista della festa. Seguono quindi i giudici e i carri dei borghi del paese, su cui vengono rappresentate, in maniera estremamente realistica, scene di vita contadina.

Il momento culmine della manifestazione è il processo al Pitu, condito da battibecchi verbali in dialetto piemontese tra la pubblica accusa e il Pitu stesso, che si difende invano. Dopo la scontata condanna il Pitu, come ultimo desiderio, fa pubblico testamento, dando origine ad un altro momento di comicità. Durante tale testamento, infatti, il Pitu si vendica per la condanna mettendo in luce, sempre in dialetto, piccoli e grandi vizi dei personaggi più in vista della comunità locale.
Al termine della lettura del testamento, fino al 2009 un secondo tacchino, ucciso in precedenza (acquistato in macelleria e quindi, comunque destinato al macello), veniva appeso a testa in giù al centro della piazza.
 Dal 2015 il tacchino è stato sostituito con un simulacro in tessuto. 
A questo punto inizia la giostra vera e propria, che vede affrontarsi i fantini dei sette borghi tonchesi:
- Annunziata
- Casa Paletti
- Piazza
- Portone
- Sant'Antonio
- Santa Maria Masulò
- Stazione

Nell'edizione 2019 i fantini sono stati per la prima volta tutti di sesso femminile.
Questi i temi dei carri allegorici della sfilata del 7 marzo 2019.
Annunziata: "Il verduriere"
Sant'Antonio:"L'oratorio"
Piazza: "Il medico"
Casa Paletti: "Vita contadina"
S.Maria:"La fioritura"
Durante la giostra i fantini dei borghi passano al galoppo, a turno, sotto il tacchino, cercando di decapitarlo con un lungo bastone. Il borgo che riesce ad aggiudicarsi la testa del tacchino viene dichiarato vincitore.

## Albo d'oro
- 2009: Borgo Santa Maria Masulè con il fantino Ivan Franco.
- 2015: Sant'Antonio con il fantino Maurizio Marinone
- 2016: Annunziata con il fantino Marco Gallia
- 2017: Annunziata con il fantino Marco Gallia
- 2019: Annunziata con la fantina Marta Piazzano
- 2023: Portone con il fantino Gabriele Gheduzzi

## Giostra del Pitu e proteste animaliste
Per il suo carattere cruento, la Giostra del Pitu è spesso al centro di proteste da parte delle organizzazioni animaliste, che contestano l'utilizzo di un tacchino vero, seppur ucciso prima della giostra stessa. Nel 1980 la grande scrittrice Anna Maria Ortese aveva scritto una "lettera aperta" alla redazione de La Stampa a Torino per denunciare la crudelta di questa Giostra. Tra l'altro scriveva: "Se sia lecito esporre une bestia a questo spettacolo che probabilmente la spaventa e la fa soffrire, poi ucciderla in pubblico, per divertimento, e poi bastonarla ancore per divertimento, io non credo che sia lecito."Più volte è stata fatta richiesta di sostituire il tacchino con un fantoccio che potesse svolgerne adeguatamente la funzione. Per l'edizione 2009 il sindaco di Tonco aveva acconsentito ad utilizzare una "controfigura" (fantoccio) al posto del tacchino vero, a patto che se ne potesse creare uno adatto allo scopo, in grado, cioè, di offrire la stessa resistenza fisica all'impatto dei bastoni. La ditta a cui è stato affidato l'incarico, però, non è riuscita a soddisfare la richiesta e, quindi, anche per l'edizione 2009 è stato utilizzato un tacchino vero (pur morto).
 I borghigiani sono sempre stati dalla parte del tacchino vero, nelle riunioni organizzative precedenti la festa i borghi del paese hanno chiaramente espresso il loro rifiuto all'utilizzo del simulacro, per cui tutti loro avrebbero preferito piuttosto annullare la festa, chiaro segno di attaccamento a questa tradizione. 
Infine la richiesta degli animalisti (Movimento Centopercentoanimalisti) è stata alla fine accolta a partire dall'edizione del 2015 della festa.

## La Giostra del Pitu in TV
La giostra del Pitu è assiduamente seguita dalla rete televisiva locale Telecupole, che dedica alla manifestazione uno spazio apposito all'interno della trasmissione "Scacciapensieri". L'edizione 2008 della Giostra è stata inoltre caratterizzata dalla presenza degli inviati della trasmissione "Le Iene", che hanno realizzato un servizio sulla manifestazione.